# Giovanni Alamia
Giovanni Alamia (Palermo, 2 gennaio 1951 – Palermo, 17 febbraio 2000) è stato un attore, cantautore e comico italiano.

## Biografia
Inizia la sua carriera nei primi anni ottanta come cabarettista, autore e cantante di canzoni popolari in lingua siciliana assieme a Tony Sperandeo, formando il duo "Alamia & Sperandeo".
Successivamente, come Sperandeo, intraprende la carriera di attore cinematografico: morì a Palermo a 49 anni. Nel capoluogo siciliano, ogni anno, si organizzano iniziative in suo ricordo.
Il documentario Il figlio di Palermo, uscito il 20 agosto 2022 su YouTube, racconta la vita di Giovanni Alamia attraverso i ricordi di amici e artisti come Paride Benassai, Sasà Salvaggio, Giacomo Civiletti e Gino Carista.
Inoltre, il documentario contiene un brano inedito di Giovanni Alamia, Sicilia, cantato dal figlio Claudio.

## Filmografia
- Mery per sempre, regia di Marco Risi (1989)
- Una storia semplice, regia di Emidio Greco (1991)
- La discesa di Aclà a Floristella, regia di Aurelio Grimaldi (1992)
- La scorta, regia di Ricky Tognazzi (1993)
- Le buttane, regia di Aurelio Grimaldi (1994)
- L'uomo delle stelle, regia di Giuseppe Tornatore (1995)

## Discografia - (Alamia & Sperandeo)
- 1989 – Trazzieri
- 1990 – Estate 90
- 1991 – Attenti e cani
- 1991 – Tutti per la pressa
- 1992 – Brutti, sporchi e monelli
- 1994 – Abbiamo arrivato